# Parus (satellite)
Parus (anche Cikada-M. Indice GRAU 11F627) è una serie di satelliti per navigazione e comunicazioni sviluppati e costruiti in Russia ed Unione Sovietica a partire dalla prima metà degli anni settanta. Si tratta di un sistema militare, ideato per essere utilizzato dai mezzi navali della VMF. Tale sistema ha anche una variante per impiego civile, chiamato Cikada, che è molto simile.

## Storia

### Sviluppo
Il sistema fondato sui satelliti Parus costituiva la versione "definitiva" del precedente Ciklon, che in pratica era una sorta di interim: infatti, tale sistema prese anche il nome di Ciklon-B. Questi satelliti vennero sviluppati a partire dal 1967 dalla Reshetnev, ma i lavori andarono piuttosto a rilento per problemi di messa a punto (legati in particolare all'insufficiente accuratezza). Il primo esemplare, lanciato con la missione Kosmos 700, venne immesso in orbita il 26 dicembre 1974. Le autorità militari accettarono i Parus in servizio due anni dopo.

### Impiego operativo
Il Parus costituiva la risposta allo statunitense Transit, il primo sistema di navigazione dispiegato dal Paese nordamericano. I satelliti vennero inviati in orbita grazie a vettori Kosmos-3M in lanci singoli. Una costellazione completa era composta da sei satelliti posti su altrettanti piani orbitali inclinati, con 30 gradi di differenza. Questi satelliti erano utilizzati principalmente per determinare la posizione delle unità navali (di superficie e subacquee) della marina sovietica, con un margine di errore di 100 metri. Comunque, pare che i principali utilizzatori fossero i sottomarini nucleari, per aumentare la precisione degli SLBM.
Il sistema Parus, comunque, era complementare ai Cikada (costellazione di quattro satelliti), che erano stati sviluppati per la marina mercantile.
Questi satelliti, inoltre, erano utilizzati anche per le comunicazioni. Infatti, potevano ricevere, registrare e ritrasmettere i messaggi delle unità navali alle stazioni di terra.
I satelliti Parus, contrariamente ad altri sistemi spaziali russi, sono sempre stati lanciati in numero elevato: negli anni novanta, infatti, ben due terzi della costellazione di epoca sovietica furono sostituiti da satelliti nuovi.
Complessivamente, ne sono stati lanciati un centinaio di esemplari. Il sistema è ancora operativo, anche se, in seguito all'entrata in servizio del GLONASS, probabilmente svolgono solo missioni di comunicazione.

### Lanci effettuati
Segue la lista dei lanci effettuati con satelliti Parus. I singoli satelliti sono identificati con le relative missioni Kosmos. Tra parentesi, il satellite che andava a sostituire (quando conosciuto). In corsivo, i lanci falliti.
- Kosmos 700: 26 dicembre 1974
- Kosmos 726: 11 aprile 1975
- Kosmos 755: 14 agosto 1975
- Kosmos 778: 4 novembre 1975
- Kosmos 789: 20 gennaio 1976
- Kosmos 864: 29 ottobre 1976
- Kosmos 887: 28 dicembre 1976
- Kosmos 894: 21 febbraio 1977
- Kosmos 928; 13 luglio 1977
- Kosmos 951: 13 settembre 1977
- Kosmos 971: 23 dicembre 1977
- Kosmos 985: 17 gennaio 1978
- Kosmos 991: 28 febbraio 1978
- Kosmos 996: 28 marzo 1978
- Kosmos 1011: 23 maggio 1978
- Kosmos 1064: 20 dicembre 1978. Probabile fallimento.
- Kosmos 1072: 16 gennaio 1979
- Kosmos 1089: 21 marzo 1979
- Kosmos 1091: 7 aprile 1979
- Kosmos 1104: 31 maggio 1979
- Kosmos 1141: 16 ottobre 1979
- Kosmos 1150: 14 gennaio 1980
- Kosmos 1153: 25 gennaio 1980
- Kosmos 1181: 20 maggio 1980
- Kosmos 1225: 5 dicembre 1980
- Kosmos 1244: 12 febbraio 1981 (Kosmos 1104)
- Kosmos 1275: 4 giugno 1981 (Kosmos 1141)
- Kosmos 1295: 12 agosto 1981 (Kosmos 1181)
- Kosmos 1308: 18 settembre 1981 (Kosmos 1275). Parziale fallimento[4].
- Kosmos 1333:14 gennaio 1982 (Kosmos 1150)
- Kosmos 1344: 24 marzo 1982 (Kosmos 1244)
- Kosmos 1349: 8 aprile 1982 (Kosmos 1153)
- Kosmos 1380: 18 giugno 1982. Lancio fallito. Avrebbe dovuto sostituire il Kosmos 1225.
- Kosmos 1386: 7 luglio 1982 (Kosmos 1225)
- Kosmos 1417: 19 ottobre 1982 (Kosmos 1308)
- Kosmos 1428: 12 gennaio 1983 (Kosmos 1333)
- Kosmos 1448: 30 marzo 1983 (Kosmos 1344)
- Kosmos 1459: 6 maggio 1983 (Kosmos 1349)
- Kosmos 1464: 24 maggio 1983 (Kosmos 1295)
- Kosmos 1513: 8 dicembre 1983 (Kosmos 1417)
- Kosmos 1531: 11 gennaio 1984 (Kosmos 1386)
- Kosmos 1535: 2 febbraio 1984 (Kosmos 1428)
- Kosmos 1550: 11 maggio 1984 (Kosmos 1535)
- Kosmos 1577: 27 giugno 1984 (Kosmos 1464)
- Kosmos 1598: 13 settembre 1984 (Kosmos 1550)
- Kosmos 1605: 11 ottobre 1984 (Kosmos 1459)
- Kosmos 1610: 15 novembre 1984 (Kosmos 1531)
- Kosmos 1627: 1º febbraio 1985 (Kosmos 1448)
- Kosmos 1634: 14 marzo 1985 (Kosmos 1513)
- Kosmos 1699: 23 ottobre 1985. Lancio fallito.
- Kosmos 1704: 28 novembre 1985 (Kosmos 1598)
- Kosmos 1709: 19 dicembre 1985 (Kosmos 1610)
- Kosmos 1725: 16 gennaio 1986 (Kosmos 1577)
- Kosmos 1745: 23 maggio 1986 (Kosmos 1627)
- Kosmos 1759: 18 giugno 1986 (Kosmos 1634)
- Kosmos 1802: 24 novembre 1986 (Kosmos 1605)
- Kosmos 1808: 17 dicembre 1986 (Kosmos 1704 e Kosmos 1598)
- Kosmos 1821: 18 febbraio 1987
- Kosmos 1864: 6 luglio 1987
- Kosmos 1891: 14 ottobre 1967
- Kosmos 1904: 23 dicembre 1987
- Kosmos 1934: 22 marzo 1988
- Kosmos 1959: 18 luglio 1988
- Kosmos 2004: 22 febbraio 1989
- Kosmos 2016: 4 aprile 1989
- Kosmos 2026: 7 giugno 1989
- Kosmos 2034: 25 luglio 1989
- Kosmos 2061: 20 marzo 1990
- Kosmos 2074: 20 aprile 1990
- Kosmos 2100: 14 settembre 1990
- Kosmos 2135: 26 febbraio 1991 (Kosmos 2195. Nell'agosto 1993 venne riattivato dopo la rottura del sostituto)
- Kosmos 2142: 16 aprile 1991
- Kosmos 2154: 22 agosto 1991
- Kosmos 2173: 27 novembre 1991
- Kosmos 2180: 17 febbraio 1992
- Kosmos 2184: 15 aprile 1992
- Kosmos 2135: 1º luglio 1992 (Kosmos 2135, ma si guastò dopo 12 mesi di servizio e si dovette riattivare il satellite che avrebbe dovuto sostituire)
- Kosmos 2218: 29 ottobre 1992
- Kosmos 2233: 9 febbraio 1993 (Kosmos 2142)
- Kosmos 2239: 1º aprile 1993 (Kosmos 2173)
- Kosmos 2266: 2 novembre 1993
- Kosmos 2279: 26 aprile 1994 (Kosmos 2180)[3]
- Kosmos 2310: 22 marzo 1995
- Kosmos 2321: 6 ottobre 1995. Parziale fallimento[4].
- Kosmos 2327: 16 gennaio 1996
- Kosmos 2334: 5 settembre 1996
- Kosmos 2336: 20 dicembre 1996
- Kosmos 2341: 17 aprile 1997
- Kosmos 2346: 23 settembre 1997
- Kosmos 2361: 24 dicembre 1998 (Kosmos 2233)
- Kosmos 2366: 26 agosto 1999
- Kosmos 2378: 8 giugno 2001
- Kosmos 2389: 28 maggio 2002 (Kosmos 2336?)
- Kosmos 2398: 4 giugno 2003
- Kosmos 2407: 22 luglio 2004
- Kosmos 2414: 20 gennaio 2005 (Kosmos 2239?)
- Kosmos 2429: 11 settembre 2007
- Kosmos 2454: 21 luglio 2009
- Kosmos 2463: 27 aprile 2010

## Descrizione tecnica
I Parus sono satelliti per orbita terrestre bassa, con una massa al lancio di 810-825 kg. La quota operativa tipica è circa 950 × 1 005 km, con inclinazione a 82,9 gradi. Questi sistemi spaziali utilizzano una carrozza di tipo KAUR-1, di forma cilindrica, con celle solari e radiatori per la regolazione della temperatura montati sulla superficie esterna. Il diametro è di 2,035 m. L'equipaggiamento di missione è situato in un vano interno sigillato, cruciforme: qui le batterie chimiche sono sistemate intorno al sistema di guida ed alle apparecchiature radio, in modo da aumentare la protezione.
La vita operativa va dai 18 ai 24 mesi.